# John T. Newcomer
John T. Newcomer (?, 1875 – New York, 14 juli 1954) was een Amerikaans componist en muziekuitgever. Meestal gebruikte hij het pseudoniem John T. Hall.

## Levensloop
Newcomer was hoofd van een muziekuitgeverij voor populaire muziek in New York. Zijn bekendste werken publiceerde hij onder het pseudoniem John T. Hall, waarvan de wals Wedding of the Winds en de mars Battle of the Waves hem financieel het meest ingebracht hebben. De muziekuitgeverij droeg ook de naam "John T. Hall & Company". 

## Composities

### Werken voor harmonieorkest
- 1899/1901 Battle of the Waves, mars
- 1901 Adlyn Waltz
- 1909 Wedding of the Winds, wals
- 1915 Sunset In Eden, wals